# Сёстры жизни
Сёстры жизни (англ. Sisters of Life) — католический религиозный институт для женщин, действующий в соответствии с уставом святого Августина. Это одновременно созерцательное и активное религиозное сообщество, активно пропагандирующее действия против абортов. Аббревиатура S.V. означает Sorores Vitae, в переводе с латыни — «Сёстры жизни».

## Происхождение
«Сёстры жизни» были орденом, впервые задуманным кардиналом Джоном Джозефом О’Коннором из Нью-Йорка во время посещения руин нацистского концентрационного лагеря в Дахау, Германия. Там он поместил руки в печь крематория, «почувствовал смешанный пепел еврея и христианина, раввина, священника и служителя» и, как записано, провозгласил: «Боже мой, как люди могут поступать так с другими людьми?» Несколько лет спустя он решил основать новую религиозную общину в Церкви, посвящённую пропаганде идей против абортов, в частности работая над прекращением абортов и эвтаназии. Он заявил о своих намерениях в статье под названием «Требуется помощь: сёстры жизни», написанной для газеты «Catholic New York», в которой он просил женщин с высшим образованием особенно рассмотреть возможность присоединиться к ним. На статью откликнулись многие женщины, и в День основания, 1 июня 1991 года, к ордену присоединились восемь женщин. В течение тринадцати лет они оставались общественным объединением верующих-мирян — нерелигиозной католической общиной — до 25 марта 2004 года, когда они были официально учреждены как религиозный институт епархиального права Эдуардом Майклом Иганом, кардиналом и почётным архиепископом Нью-Йорка. Первым генерал-настоятелем ордена была мать Агнес Мэри Донован.

## Обеты и деятельность
Как и все католические религиозные общины, «Сёстры жизни» принимают три традиционных религиозных обета: бедности, целомудрия и послушания. В отличие от других орденов, они принимают дополнительную четвёртую клятву «защищать и укреплять святость человеческой жизни». Они проводят 4 часа в день в общей молитве перед Святым Причастием, включая ежедневный Святой Час, состоящий из Розария, 45 минут медитации и вечерни. Их повседневная работа включает помощь и поддержку беременным женщинам в монастыре Holy Respite, расположенном в Торонто, Канада, и Манхэттене, США. Они проводят ретриты под названием «Войди в Ханаан», чтобы помочь женщинам, перенесшим аборт, обрести эмоциональный и духовный покой. По просьбе кардинала Эдуарда Майкла Игана «Сёстры жизни» руководят Нью-Йоркским Архиепархиальным офисом семейной жизни/уважения к жизни, который организует инициативы по борьбе с абортами в архиепархии. В их монастыре Богоматери Нью-Йорка находится Библиотека проблем человеческой жизни доктора Джозефа Стэнтона, архив юридической, медицинской и катехизической литературы, направленной против абортов.

## Миссия визитов
Миссия посещений, обслуживающая более 1000 женщин в год лично, по телефону и по электронной почте, считается самой важной работой ордена. Миссия обслуживает женщин, переживающих кризис беременности, и стремится предоставить им «эмоциональные и практические ресурсы» для родов. В то время как половина из тех, кто консультировался с Миссией посещений, остаётся дома, другие помещаются в частные дома или родильные дома, принадлежащие другим религиозным орденам, или к самим Сёстрам Жизни, в монастыре Святого Сердца в Адской Кухне на Манхэттене, где женщины могут оставаться «до шести месяцев до родов и до года после». Для проведения своей миссии посещений «Сёстры жизни» полагаются на пожертвования в виде еды, подгузников, колясок и денег.

## Вилла Мария Гуадалупе
Сестры Жизни управляют ретритным домом в Стэмфорде, штат Коннектикут, под названием «Вилла Мария Гуадалупе». Католическая братская организация «Рыцари Колумба», ранее находившаяся под управлением сестёр-францисканок-бернардинок, приобрела ретритный дом для Сестёр жизни в надежде, что служение сестёр «поможет людям со всего мира углубить свою духовную жизнь и принять вызов и быть людьми всю жизнь».

## Приходы
У Сестёр Жизни есть два монастыря в Торонто, Онтарио, Канада, и несколько монастырей в Нью-Йорке, США: Церковь Св. Апостола Павла, Церковь Святейшего Сердца Иисуса, церковь Св. Варнавы и церковь Св. Франциски де Шанталь, где проживают более 110 сестёр.